# Helen Foresman Spencer Museum of Art

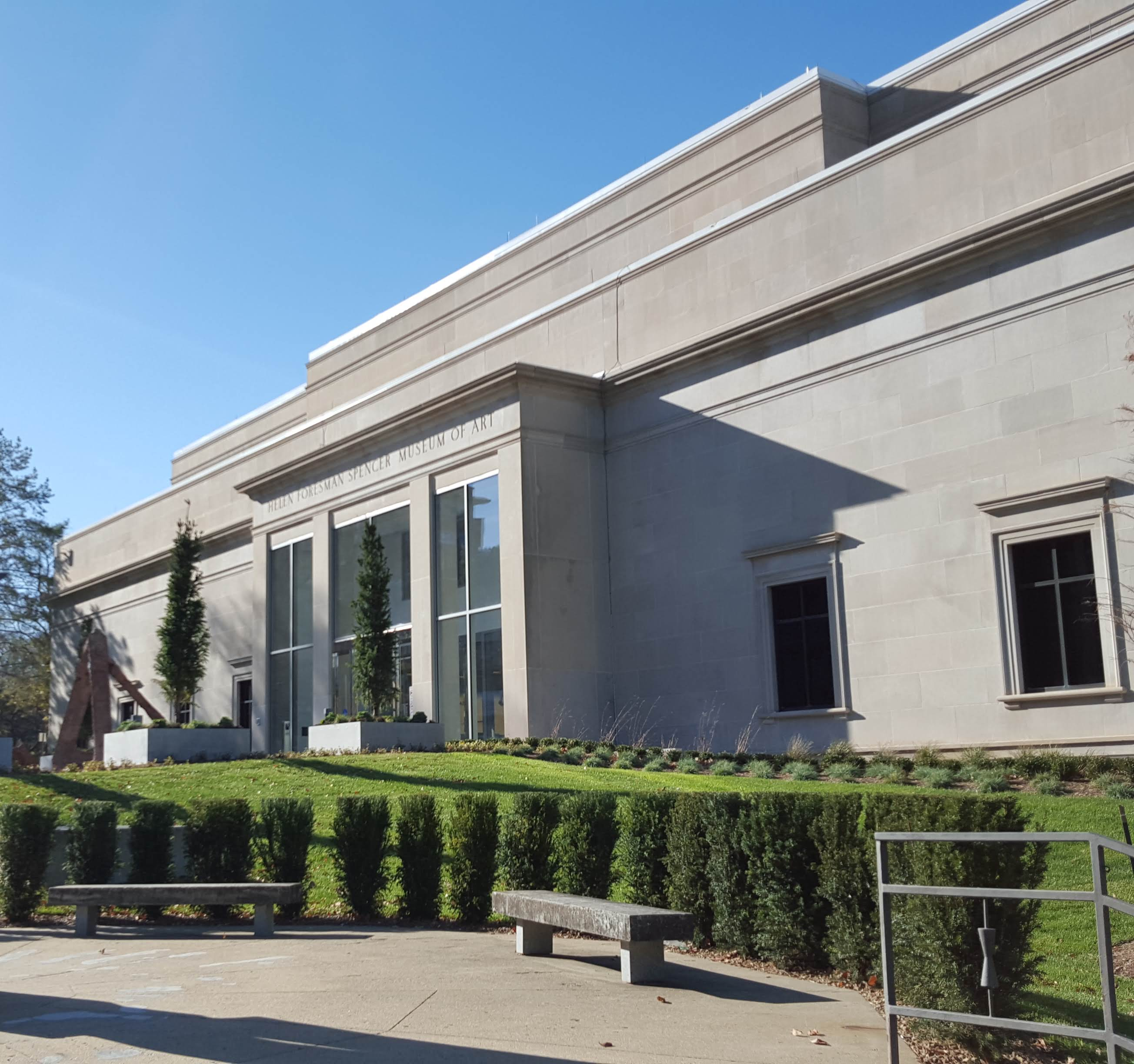
Gebäude des Helen Foresman Spencer Museum of Art

Das Helen Foresman Spencer Museum of Art (kurz Spencer Museum of Art oder SMA) ist ein Kunstmuseum in Lawrence im US-Bundesstaat Kansas. Das zur University of Kansas gehörende Museum wurde 1928 als Kansas Museum of Art eröffnet und trägt seit dem Umzug in ein neues Gebäude 1978 den Namen der Mäzenin Helen Foresman Spencer (1902–1982). Die Sammlung des Hauses erstreckt sich von altägyptischen Skulpturen bis zu Videokunst vom Anfang des 21. Jahrhunderts. Schwerpunkte der Sammlung sind Kunstwerke aus Europa vom Mittelalter bis zum 19. Jahrhundert sowie amerikanische Kunst des 20. Jahrhunderts. 2007 übernahm das Museum die ethnologische Sammlung des vormals eigenständigen University of Kansas Museum of Anthropology.

## Geschichte

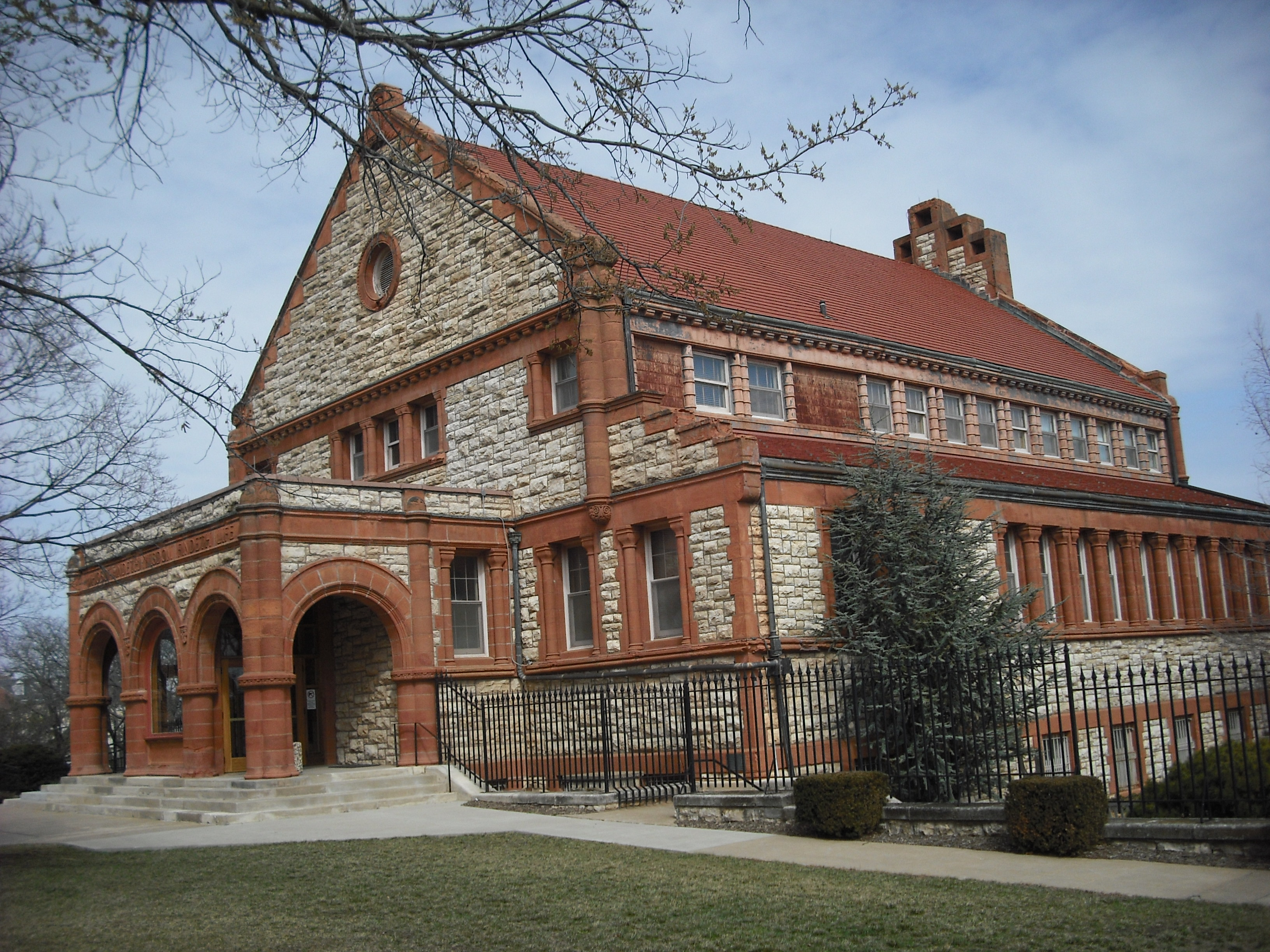
Spooner Hall von 1894, erstes Museumsgebäude und heute Ausstellungsort der ethnologische Sammlung

Die Geschichte einer eigenen Kunstsammlung der University of Kansas geht zurück auf das Jahr 1917, als die Kunstsammlerin Sallie Casey Thayer ihre rund 7500 Objekte umfassende Kollektion der Universität überließ. Dieser Bestand aus Gemälden, Zeichnungen, Drucken, Skulpturen, Möbeln, Teppichen, Keramiken, Arbeiten aus Glas und anderem Kunsthandwerk sollte den Grundstock für ein Kunstmuseum bilden. Das Museum öffnete 1928 als Kansas Museum of Art in der Spooner Hall, einem 1894 im neoromanischen Stil errichteten Gebäude auf dem Campus der Universität, dass zuvor als Universitätsbibliothek genutzt wurde. In den Folgejahren wuchs die Sammlung durch weitere Spenden kontinuierlich an.
Ende der 1960er Jahre stiftete die Mäzenin Helen Foresman Spencer 4,6 Millionen US-Dollar für einen Museumsneubau, um der inzwischen beengten Raumsituation am bisherigen Standort entgegenzuwirken. Das von Robert E. Jenks im Stil des Neoklassizismus entworfene Gebäude öffnete 1978 für das Publikum. Es beherbergt das nunmehr Helen Foresman Spencer Museum of Art bezeichnete Kunstmuseum sowie das Kunstgeschichtliche Institut Kress Foundation Department of Art History und die Kunstbibliothek Murphy Library of Art and Architecture. 2007 übernahm das Spencer Museum of Art die rund 9.500 Objekte umfassende ethnologische Sammlung des vormaligen University of Kansas Museum of Anthropology, die am früheren Museumsstandort Spooner Hall ausgestellt wird.

## Sammlungen

### Ethnologische Sammlung
Die ethnologische Sammlung umfasst Objekte aus Nord- und Südamerika, Afrika und Ozeanien. Die bis 2007 als University of Kansas Museum of Anthropology eigenständige Sammlung geht zurück auf die Expeditionen des Forschers Lewis Lindsay Dyche, der 1895 aus Grönland umfangreiche Materialien der Inuit mitbrachte. Die Sammlung wuchs schnell um weitere nordamerikanische Objekte an, wie etwa Teppiche der Navajo und Keramiken der Pueblo-Indianer. Ab 1915 begann die Erweiterung der Sammlung um Objekte aus Afrika. Zur Sammlung gehören beispielsweise ein mit Schnitzereien versehen Stuhl der Chokwe, Masken der Ibibio in Nigeria, Elfenbeinschnitzereien der Bakongo oder Figuren aus Kupfer der Yoruba.

### Antiken
Zu den ältesten Objekten der kleine Abteilung mit antiken Fundstücken aus dem Mittelmeerraum gehört ein um 3000 v. Chr. entstandenes Tongefäß aus Bab edh-Dhra im heutigen Jordanien. Beispiele für Fundstücke aus altägyptischer Zeit sind ein Kalksteinrelief mit Jagdszene (um 2500 v. Chr.), aus Glas ein Amphoriskos (600–500 v. Chr.) und ein Aryballos  (500 v. Chr.), eine Statuette der Isis mit Horus als Kind, eine Bronzefigur der Göttin Neith (nach 650 vor Chr.) und aus ptolemäischer Zeit einen Kopf aus Kalkstein von einem Sarkophag (300 v. Chr.). Aus dem antiken Griechenland stammt eine um 500 v. Chr. entstandene Vase und zu den römischen Funden gehören verschiedene Tonschalen (800–500 v. Chr.) und eine Tanagra-Figur aus Apulien aus gleicher Zeit. Neben Münzen, darunter eine mit dem Bildnis des Kaisers Probus, besitzt das Museum ein Mosaik mit Erosmotiv (um 200 v. Chr.) sowie je ein Marmortorso der Venus und des Apollon (beide 1. Jahrhundert n. Chr.).

### Asiatische Kunst
Durch die Überlassung der Sammlung von Sallie Casey Thayer gehörte eine Sammlung mit asiatischer Kunst von Beginn an zum Museum. Schwerpunkte dieser Abteilung sind japanische und chinesische Objekte. Aus Japan zeigt das Museum einen umfangreichen Bestand an Holzschnitten, die überwiegend aus der Edo-Zeit stammen. Darüber hinaus finden sich in der Sammlung Beispiele der Kalligrafie, wie etwa eine Schriftrolle von Karasumaru Mitsuhiro (1579–1638), oder kunstvoll bemalte Wandschirme mit dem Motiv des Fuji von Ike no Taiga (1579–1638). Weiterhin gibt es einige Kleinskulpturen, darunter eine Figur des Aizen Myōō in einem portablen Schrein, sowie im Bereich des Kunsthandwerks zahlreiche Netsuke, Lackarbeiten, Keramiken, Fächer, Textilien und Haarschmuck wie Kämme und Haarnadeln.
Zur Sammlung chinesischer Kunst gehören Keramiken aus unterschiedlichen Perioden, darunter ein um 600 n. Chr. entstandenes Fläschchen mit dem Motiv tanzender Affen und Seladon-Ware. Unter den verschiedenen chinesischen Textilien befindet sich ein Priestergewand des Daoismus aus dem späten 18. Jahrhundert. Umfangreich ist zudem die Sammlung mit chinesischer Tuschmalerei des 19. und 20. Jahrhunderts. Daneben gibt es koreanische Keramik, wie etwa Tassen aus dem Goryeo-Reich (um 1100). Ergänzt wird die asiatische Abteilung durch Textilien und Teppiche aus Persien und Indien.

### Europäische Gemälde und Skulpturen

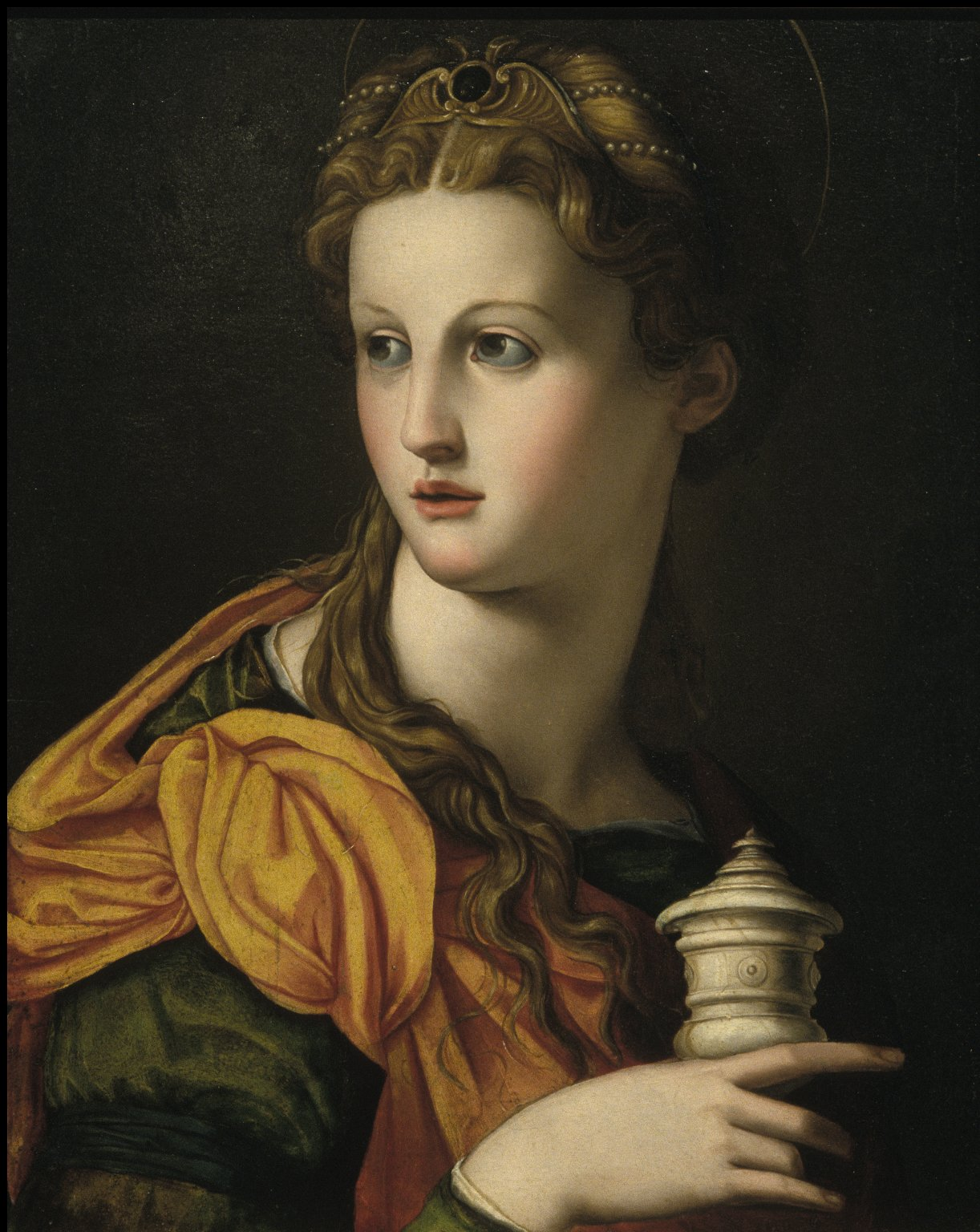
Angelo Bronzino: Maria Magdalena, um 1565

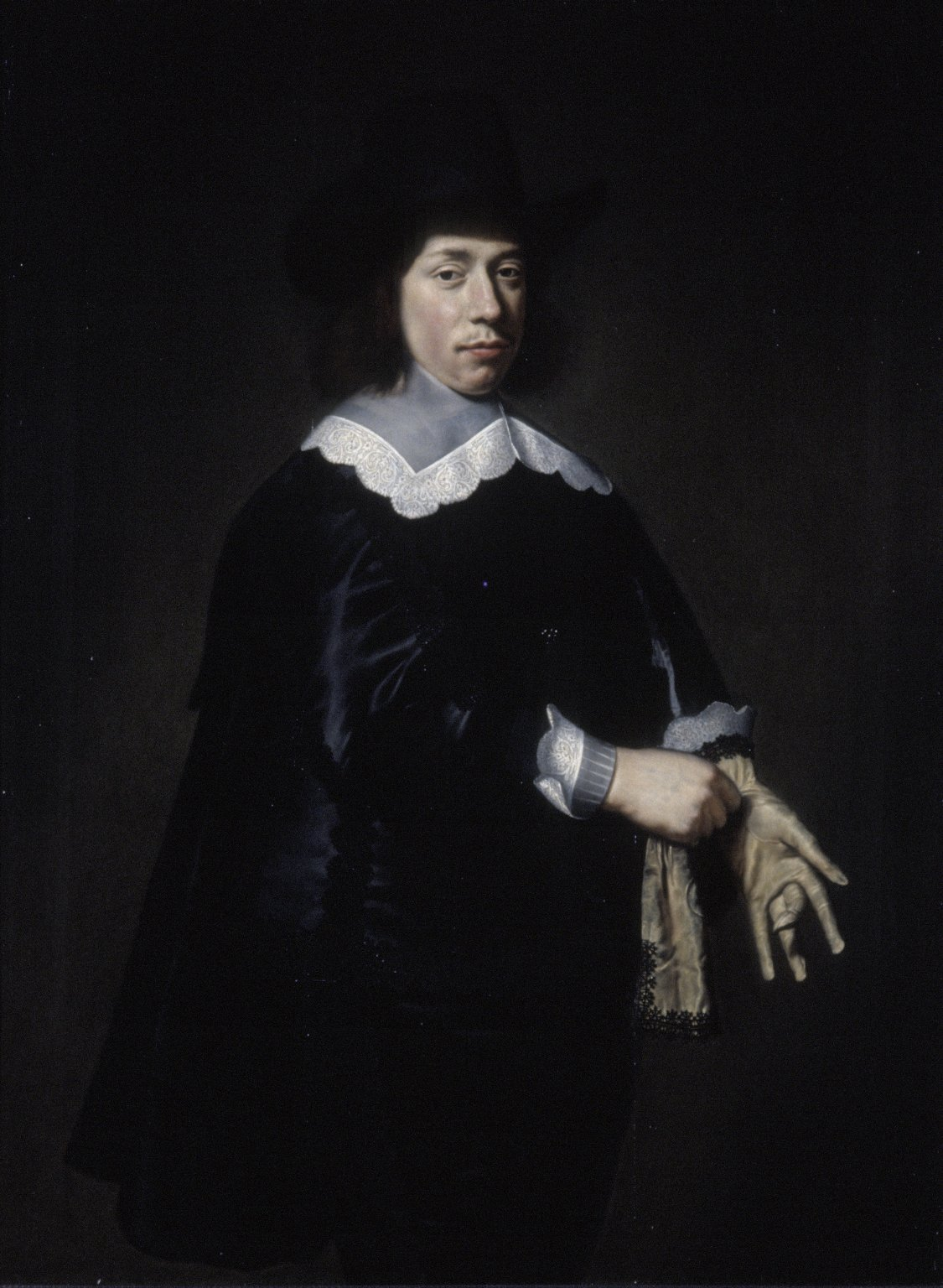
Dirck Dircksz. Santvoort: Bildnis eines Herrn, 1643

Die Abteilung europäischer Gemälde und Skulpturen zeigt Werke vom Mittelalter bis zur Gegenwart. Zu den ältesten Objekten gehören Arbeiten der altitalienischen Schule, wie ein um 1340 entstandenes Altarbild Madonna mit Kind zwischen zwei Engeln mit kniendem Stifter, dessen Frau und Kind von Guiduccio Palmerucci. Hieran schließen sich Heiligenbilder wie Die Apostel Bartholomäus und Jakobus der Ältere von Neri di Bicci und Das Martyrium der Heiligen Katharina von Innocenzo Francucci an. Ebenfalls aus dieser Zeit stammt die aus glasiertem Terrakotta gearbeitete Madonna mit Kind von Andrea Della Robbia. Agnolo Bronzino, ein Vertreter des Manierismus, ist im Museum mit den Gemälden Posthumes Porträt des Piero Capponi und Maria Magdalena (Junge Florentinerin als Magdalena) vertreten. Italienische Barockmalerei ist in der Sammlung zu sehen mit Arbeiten wie Christus in Gethsemane von Jacopo Palma dem Jüngeren, David erstürmt Jerusalem von Luca Giordano, Porträt einer Dame als Sybille von Guido Reni, Diener des Pharao von Bernardo Strozzi, Romantische Hafenszene von Salvator Rosa oder einer Flucht nach Ägypten von Marco Ricci. Ein Beispiel für moderne Malerei aus Italien ist ein Porträt eines Mädchens von Giorgio de Chirico.
Von der flämischen und niederländischen Malerei sind ebenfalls mehrere Werke des Barock zu sehen. Hierzu gehören Odysseus in der Höhle des Polyphem von Jacob Jordaens, Die Sintflut von David Teniers dem Jüngeren, Mutter und Kind von Adriaen van der Werff und Eine fröhliche Gesellschaft von Dirck Hals. Beispiele für die Porträtmalerei dieser Zeit sind das Bildnis eines Mannes von Dirck Dircksz Santvoort und die Gemälde Bildnis eines Herrn und Bildnis einer Dame von Nicolaes Maes. Aus dem ausgehenden 19. Jahrhundert stammt ein Interieur mit Kindern von Jozef Israëls.
Aus dem deutschsprachigen Raum besitzt das Museum das Altarbild Die Geißelung Christi, gemeinsam geschaffen von Martin Schongauer und dem Meister des Martyriums der Heiligen. Die Schweizerin Angelika Kauffmann ist mit dem Gemälde Kleopatra kniet vor Augustus vertreten und von Friedrich von Nerly ist eine Ansicht des Vatikan zu sehen. Für die deutsche Malerei des Biedermeier steht die Mondlichtszene mit Burgruine von Carl Spitzweg. Beispiele für die Kunst im 20. Jahrhundert sind Der Blutende von Max Oppenheimer, ein Selbstporträt von Otto Dix, Soleil Crocodile von Max Ernst und das 1989 entstandene Porträt William Burroughs von Walter Dahn.
Die englische Malerei ist mit einigen Porträtgemälden vertreten. Hierzu gehören das Portrait of William Philp Perrin von Thomas Gainsborough und Portrait of Elizabeth, Countess of Ancrum von Joshua Reynolds. Von dem ebenfalls eher als Porträtmaler bekannten Thomas Lawrence besitzt das Museum eine Darstellung des Hamlet. Von dem eher für Landschaftsbilder bekannten William Turner gibt es in der Sammlung ein mythologisches Bild Odysseus verspottet Polyphemus. Ein Beispiel für die Kunst der Präraffaeliten ist La Pia de’ Tolomei von Dante Gabriel Rossetti.
Umfangreich ist der Bestand an französischer Malerei. Zu sehen sind das Landschaftsbild Ein Idyll von Claude Lorrain, ein Knabenbildnis von Jean-Honoré Fragonard und eine antikisierende Szene Jardin des Monuments (Eine Mutter weint auf dem Friedhof) von Hubert Robert. Von Jean-Léon Gérôme besitzt das Museum ein typisches Orientbild Kamingespräch. Beispiele für die Malerei der Schule von Barbizon sind Waschfrauen am Ufer der Oise bei Valmondis von Charles-François Daubigny und Landschaft bei Barbizon von Émile Auguste Carolus-Duran. Das Bildnis eines Mannes von Henri Fantin-Latour ist möglicherweise ein Selbstporträt des Künstlers. Bereits am Übergang zum Impressionismus steht das Seestück Soleil Couchant, Marine von Gustave Courbet. Mit einer für den Maler charakteristischen Landschaft, Winter an der Seine, Vetheuil ist Claude Monet in der Sammlung vertreten. Hinzu kommen die Porträts Lise Campineanu von Édouard Manet und Monsieur et Madame Hessel a Chatou von Armand Guillaumin. Beispiele für den französischen Symbolismus sind die Gemälde Mädchen beim Kühe hüten von Aristide Maillol und Au Clair de la Lune von Pierre Puvis de Chavannes. Zudem gibt es zeitgenössische Kunst wie die 1991 entstandene Installation Monument Odessa von Christian Boltanski.

### Amerikanische Kunst

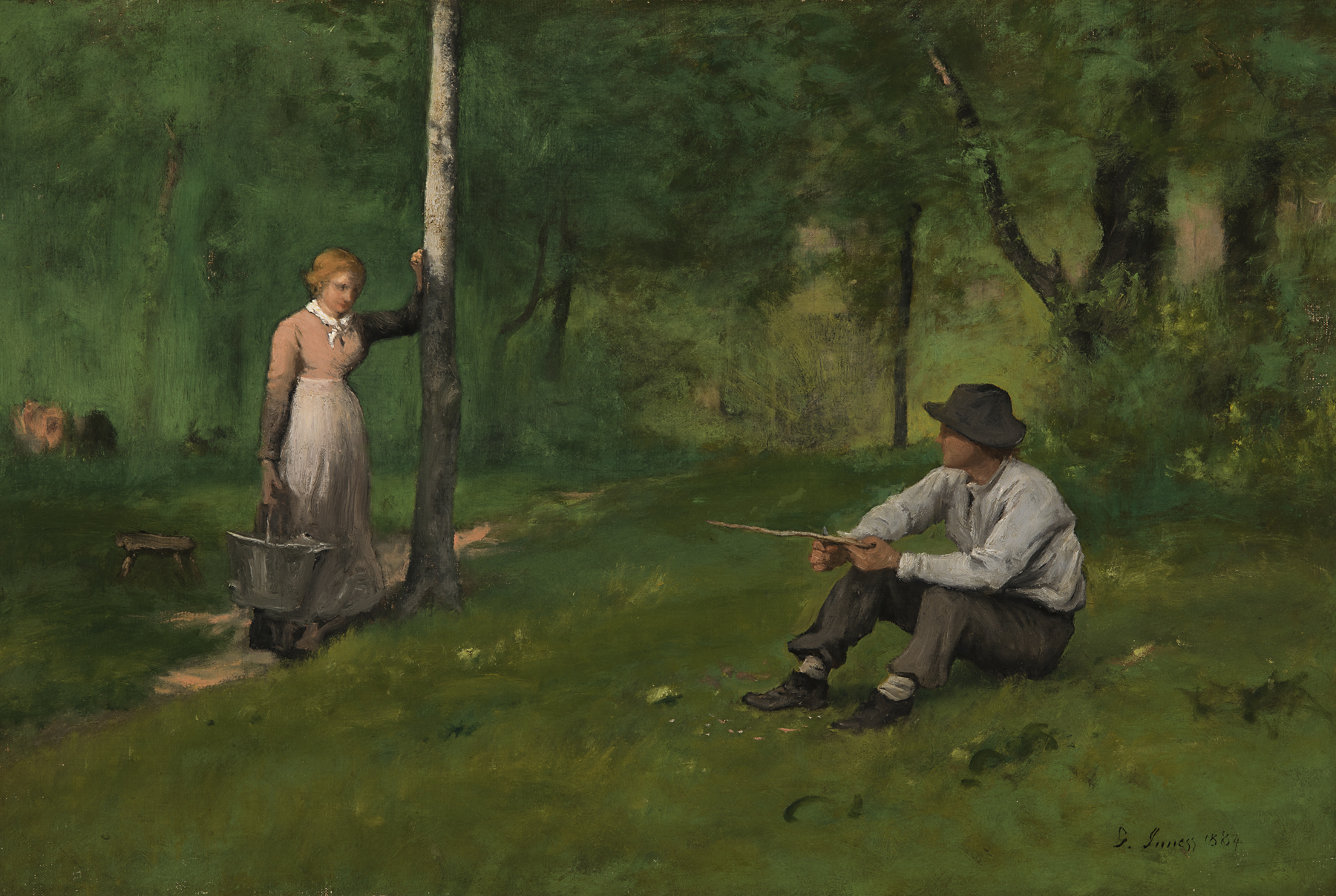
George Inness: Gossip, 1884

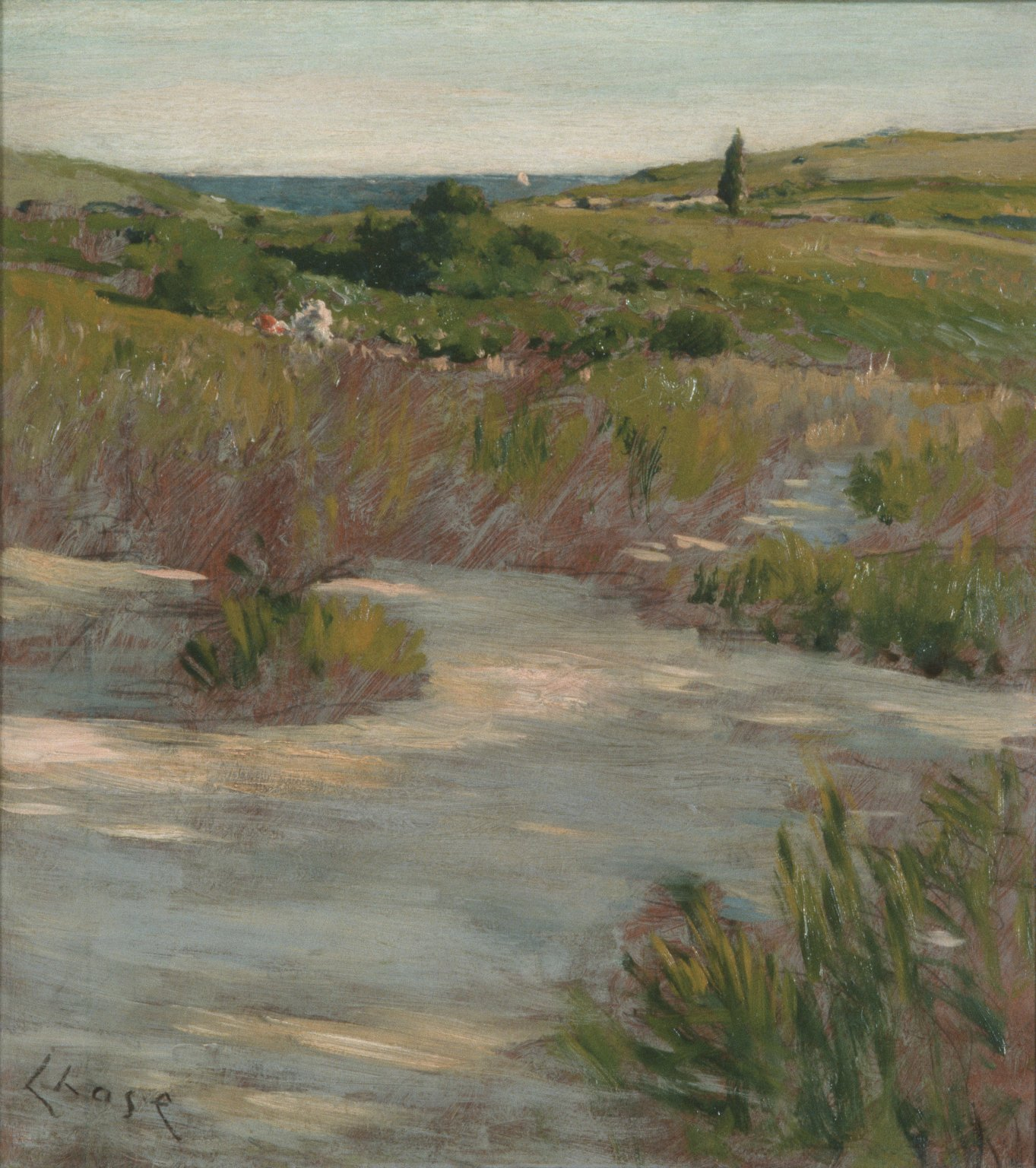
William Merrit Chase: Sunset Glow, um 1890–1895

Im Museum ist die Kunst der Vereinigten Staaten von der Gründung des Landes bis zur Gegenwart zu sehen. Einer der frühesten amerikanischen Künstler war Benjamin West, von dem sich das biblische Gemälde The Inspiration of The Prophet Isaiah von 1782 in der Sammlung befindet. Von dem aus Deutschland stammenden Severin Roesen gibt es ein Stillleben mit Erdbeeren nach Vorbild europäische Malerei des 17. Jahrhunderts. John Singleton Copley, einer der frühen amerikanischen Bildnismaler, ist mit dem Portrait of Elizabeth Copley (Mrs. Gardiner Greene) im Museum vertreten. Zudem gibt es mit dem Portrait of Bishop Littlejohn von Rembrandt Peale ein weiteres Beispiel für die amerikanische Bildnismalerei der ersten Hälfte des 19. Jahrhunderts. Die Landschaftsmalerei dieser Zeit ist vor allem durch die Hudson River School geprägt. Das Museum zeigt von den Mitgliedern dieser Künstlergruppe In the Simmental, Switzerland von Thomas Cole, Jersey Meadows von Martin Johnson Heade sowie Sunset on the Plains und A Western Landscape von Albert Bierstadt. Darüber hinaus gibt es von George Inness die Arbeiten The Gleaners, Gossip und Summer Sunshine and Shadows.
Von Winslow Homer, einem der bekanntesten Landschaftsmaler der Vereinigten Staaten, besitzt das Museum die Meeresansicht Cloud Shadows. Hieran schließen sich Werke des Impressionismus an, wie die Landschaftsgemälde Macherin Landscape von Theodore Robinson, Sunset Glow von William Merritt Chase oder die Porträts La Nourrice Ecossaise (The Scottish Nurse) von Mary Cassatt und Portrait of Alexander Webb Weir von Julian Alden Weir. Weitere Porträts des ausgehenden 19. Jahrhunderts und beginnenden 20. Jahrhunderts in der Sammlung sind Portrait of Mrs. Daniel Curtis von John Singer Sargent, Lady in Green von Thomas Dewing und Laughing Girl von Robert Henri. Von dem auf Innenraumansichten spezialisierten Maler Walter Gay gibt es die Bilder The Sculptor's Studio und Ranston House, Dorset im Museum. Zudem besitzt es von Frederic Remington, der für seine Darstellungen des Wilden Westens bekannt ist, das Gemälde Stampeding the Wagon Train sowie die Bronzeskulptur The Bronco Buster, die einen Cowboy beim Zureiten eines Pferdes darstellt.
Aus der ersten Hälfte des 20. Jahrhunderts finden sich in der Sammlung Beispiele des Amerikanischen Realismus wie das Landschaftsbild Near Sundown von Grant Wood oder die ländlichen Szenen Kansas Wheat Scene und The Ballad of the Jealous Lover of Lone Green Valley von Thomas Hart Benton. Im Gegensatz hierzu stehen die eher gegenstandslosen Arbeiten Portrait of a Day – First Day und Portrait of a Day – Second Day von Georgia O’Keeffe. Aus der Zeit nach dem Zweiten Weltkrieg stammen die Illustrationen des amerikanischen Alltags Facts of Life und Getting Ready for a Date vom Norman Rockwell. Von Ellsworth Kelly, einem Vertreter der Kunstströmung Hard Edge, zeigt das Museum das abstrakte Gemälde Red, Black, Blue. Zur Kunstrichtung der Pop Art zählen die Arbeiten 1, 2, 3 Outside von James Rosenquist, Drummer von Larry Rivers und FUN von Robert Indiana. Darüber hinaus gibt es Werke des Abstrakten Expressionismus wie Rome Studio von Philip Guston oder Figure Before Blackness von Robert Motherwell. Zu den Werken aus neuerer Zeit gehört die 2005 entstandene Arbeit White House der afghanischen Videokünstlerin Lida Abdul.

### Arbeiten auf Papier

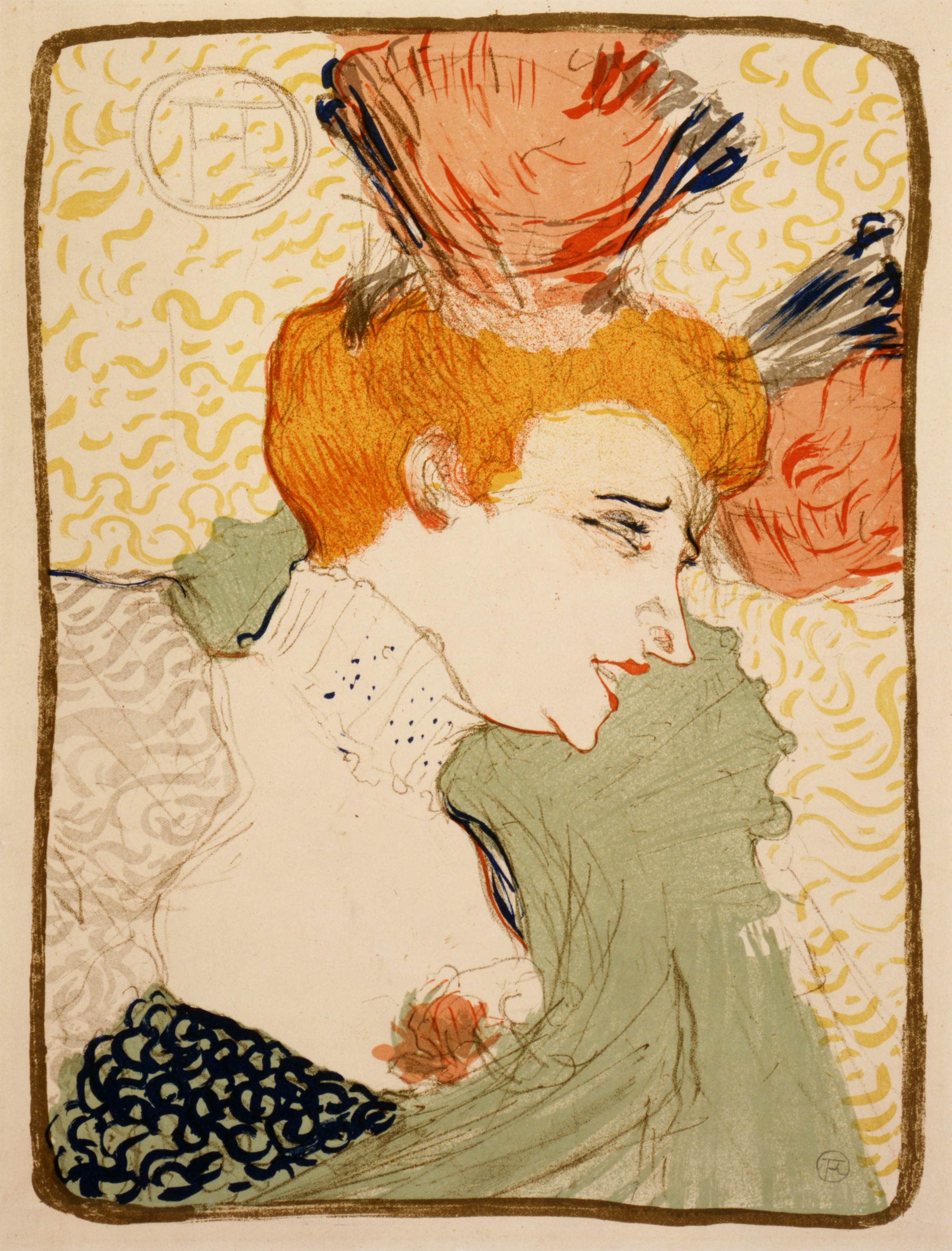
Henri de Toulouse-Lautrec: Mademoiselle Marcelle Lender en Buste, 1895, Lithografie

Die Sammlung mit Arbeiten auf Papier umfasst einen großen Bestand an Zeichnungen, Drucken und Fotografien. Neben Arbeiten asiatischer Künstler finden sich hier europäische Stiche, darunter von Albrecht Dürer, Hans Sebald Beham und Lucas Cranach der Ältere, Architekturansichten von Giovanni Battista Piranesi oder Radierungen von James Ensor und Lithografien von Henri de Toulouse-Lautrec. In der Abteilung für Fotografie reicht das Sammlungsfeld von Arbeiten eines Étienne Carjat über Eadweard Muybridge bis zu Diane Arbus. Weitere Arbeiten stammen von Claude Cahun, Ansel Adams, Robert Frank, Berenice Abbott, Karl Blossfeldt, Alfred Stieglitz oder Andy Warhol.

### Europäisches und Nordamerikanisches Kunsthandwerk
Neben Kunsthandwerk aus Asien, Afrika und Arbeiten der amerikanischen Ureinwohner besitzt das Museum einen umfangreichen Bestand mit Objekten des europäischen Kunsthandwerks. Hierzu gehören Keramiken und Porzellane, wie beispielsweise italienische Majolika aus dem 15. Jahrhundert, englische Keramik der Manufaktur Wedgwood, französisches Porzellan des 17. Jahrhunderts oder ein mit Elfenbein verzierter Humpen des englischen Juweliers Robert Garrard I aus dem Jahr 1822. Daneben gibt es verschiedene Möbelstücke sowie Tischuhren, beispielsweise von Jeremias Metzger.
Zum amerikanischen Kunsthandwerk gehören Alltagsgegenstände (Americana) wie traditionelle Quilts, aber auch Möbel des 18. und 19. Jahrhunderts sowie Beispiele des modernen Designs. Unter den Glas- und Keramikobjekten finden sich eine 1925 entstandene Schale aus der Werkstatt von Louis Comfort Tiffany und eine Vase von 1928 des Künstlers Victor Durand.